# Hosewasch
Die Hosewasch (auch der Hoswaschbach oder Hosewaschbach) ist ein gut 2 km langer, linker Nebenfluss der Saalach in Bad Reichenhall im Landkreis Berchtesgadener Land.

## Verlauf
Die Hosewasch beginnt ab der Vereinigung von Seebach und Hammerbach im Nonner Unterland in der Nähe des Hainbuchenplatzes und verläuft nördlich der Saalach durch die Nonner Au. Dort speist sie mehrere kleine Weiher wie den Gablerweiher. Im Bereich des Strailach mündet die Hosewasch in die Saalach.

## Touristisches
Die Nonner Au ist ein Naherholungsgebiet der Stadt Bad Reichenhall und vor allem bei Spaziergängern beliebt. Auf halber Strecke zwischen Hainbuchenplatz und den Tennisplätzen am Nonner Stadion wurde deshalb eine Kneippanlage in der Hosewasch errichtet. 